# Гума (Китай)
Гума (уйг. گۇما بازىرى‎) или Пишань (кит. упр. 皮山镇, пиньинь Píshān) — оазис и посёлок в округе Хотан Синьцзян-Уйгурского автономного района КНР, административный центр уезда Гума. Расположен в пустыне Такла-Макан, в 158 км к юго-востоку от Кашгара.
Ханьшу, описывая события около 23 года н. э., упоминает в городе 500 домов, 3500 жителей и 500 человек, способных носить оружие. Он был важным центром для караванов, идущих на юг в Индию через Каракорум или через Памир в Джелалабад или Бадахшан.
В настоящее время Гума — небольшой посёлок с населением около 2000 человек. Большинство жителей — уйгуры, встречаются также таджики.

## Транспорт
- Годао 315